# Evelina Pereira

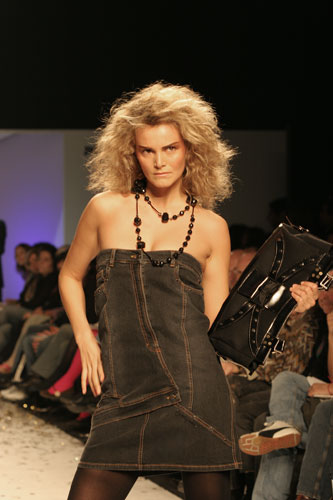
Pereira am 4. April 2015

Evelina Pereira (* 11. Mai 1978 in Porto) ist eine portugiesische Film-, Fernseh- und Bühnenschauspielerin, Sängerin und Topmodel, die 2002 zum besten Model der Welt gekürt wurde. Als 22. Titelträgerin wurde sie als erste Frau und zweite Person aus Portugal zum besten Model der Welt gekürt.

## Leben und Karriere
Pereira studierte Gesang, Klavier und Violine am Musikkonservatorium von Porto. 1999 war sie Leadsängerin der Pop-Girlgroup Antilook mit ihren Modelkollegen Luísa Beirão, Raquel Loureiro, Rute Marques und Vera Deus.
Sie hat Rollen in einer Vielzahl von Filmen und Fernsehserien gespielt, darunter im portugiesischen Drama The Fascination aus dem Jahr 2003, in der amerikanischen RaubKomödie Ocean’s 13 aus dem Jahr 2007, in der amerikanischen Martial-Arts-Buddy-Actionkomödie Rush Hour 3 aus dem Jahr 2007 und im portugiesischen Kurzdrama Eu aus dem Jahr 2009. Ofélia, 2010 portugiesisch-amerikanischer Mystery- und Actiondramafilm Contraluz, und die amerikanische romantische Komödie Freunde mit gewissen Vorzügen aus dem Jahr 2011 mit Justin Timberlake und Mila Kunis. Backlight, in dem Evelina Pereira die Hauptfigur Helena spielte, war 2010 der zweithöchste portugiesische Film.
Zu ihren Fernsehauftritten gehören Auftritte in Made in Portugal (1995), Herman 98 (1998), O Amigo Público (1998), Gala Portugal Fashion (1999), Mundo VIP (2001), Só Visto (2005) und Nip/Tuck – Schönheit hat ihren Preis (2006), Fama Show (2009), Entourage (2009), DeLuxe (2010), As Tardes da Júlia (2010), 5 Para a Meia-Noite (2010), A Última Ceia (2010) und Destino Imortal (2010).
Pereira lebte in Italien, England, Frankreich, Griechenland, Spanien und Brasilien. Sie spricht neben ihrer Muttersprache Portugiesisch fließend Englisch, Französisch, Italienisch und Spanisch. 2015 zog sie nach New York City und lebt derzeit im Los Angeles County, Kalifornien.

## Filmografie (Auswahl)
Filme
- 2003: The Fascination
- 2007: Ocean’s 13
- 2007: Rush Hour 3
- 2009: Eu, Ofélia
- 2010: Contraluz
- 2011: Freunde mit gewissen Vorzügen

Serien
- 2010: A Última Ceia
- 2010: Destino Imortal